# サイバー・ユートピアニズム
サイバー・ユートピアニズム(ウェブ・ユートピアニズム、デジタル・ユートピアニズム、ユートピア・インターネット)は、テクノ・ユートピアニズムの下位分類である。オンラインでのコミュニケーションが、さらなる分散化や民主化、あるいはリバタリアン的社会の創造に役立つという信条を持つ。その目標は、プライバシーと匿名性の保証や、言論の自由、文化や情報へのアクセスの確保でもある。また、デジタル社会主義を導く社会主義の理想とも通底する。
五つ星運動のようなサイバー・ポピュリストは、情報技術と結びついた新奇なものを、デジタル・サブライムとして政治的展望の発展に利用している。

## 起源
カリフォルニア・イデオロギーは、1960年代のカウンターカルチャーに由来する、ボヘミアンと反権威主義的姿勢が結合した思想体系である。このイデオロギーは、テクノ・ユートピアニズムと新自由主義的経済政策への支持を包含している。これらの思想は、一部の人に、シリコンバレーのIT産業や1990年代のインターネット・バブルの間のアメリカ西海岸に特徴づけられると考えられてきた。アダム・カーティスはこの思想をアイン・ランドのオブジェクティビズム哲学に結び付けた。インターネットパイオニアの最初の世代は、このデジタル・ユートピアニズムのイデオロギーに刺激を受けていた。

## 用例

### 政治的用法
情報技術とユートピアニズムを結び付ける初期のアイデアの一つに、チリのサイバーシン計画があった。サイバーシン計画は、社会主義の理想を実現するために、アルゴリズム制統治を行うという計画だった。Towards a New Socialismという本では、デジタル社会主義をユートピアとみなす発想に対して反論がなされた。デジタル社会主義は現実的ユートピア計画の一つとしてカテゴライズされ得る。
サイバー社会主義は、知的財産権の侵害としてのファイル共有の慣行に対して用いられた名前であり、その合法性やユートピア性は期待されていない。
サイバー・ユートピアニズムはサイバー・ポピュリズムの基盤となっている。海賊党によって提案され実行されているE-デモクラシーは、サイバー・ユートピアニズムに影響を受けた思想と見なされている。 イタリアでは、五つ星運動がサイバー・ユートピアのレトリックを大々的に利用しており、直接民主制やWebを介した環境規制を公約に掲げている。

### 関連するユートピア
サイバー・ユートピアニズムは、エクストロピー主義の派生物だと考えられてきた。 エクストロピー主義は、その究極の目標を人間意識のインターネットへのアップロードとしている。レイ・カーツワイルは、特に『スピリチュアル・マシーン コンピューターに魂が宿るとき』で、シンギュラリティとして知られるサイバー・ユートピアニズムの形態について述べた。その中では、技術の進歩は、極めて速いため、生活は、経験的に異なり、理解できない高度なものになっていくと述べた。

### おもてなし交換サービス
おもてなし交換サービス(HospEx)は、ホストが無料でホームステイを提供できるSNSである。これは贈与経済であり、利他主義によって形成されるものである。よって、サイバー・ユートピアニズムの一例とされている。